# Аверкиев, Дмитрий Васильевич
Дми́трий Васи́льевич Аве́ркиев (1836—1905) — русский драматург, беллетрист, театральный критик, переводчик.

## Биография
Происходил из патриархальной купеческой семьи; родился в Екатеринодаре 30 сентября (12 октября) 1836 или 11 (23) ноября 1836 года. В 1854 году окончил Петербургское коммерческое училище, в 1859 году — окончил со степенью кандидата физико-математический факультет Санкт-Петербургского университета (естественное отделение).
Во время учебы в университете был подвергнут трёхдневному аресту за ссору с офицером лейб-гвардии Гатчинского полка прапорщиком Шембелем, произошедшую в Александринском театре.
Первоначально занимался переводами с иностранных языков книг по естествознанию, но с 1866 года стал работать как беллетрист и драматург. Сотрудничал с журналом «Эпоха», газетами «Московские ведомости», «Новое время». В 1869—1871 годы заведовал литературным отделом «Всемирной иллюстрации». В 1863—1865 годах писал вместе с А. Н. Серовым либретто оперы «Рогнеда». С 9 ноября 1874 года состоял действительным членом Общества любителей российской словесности.
Из его пьес наибольшим успехом пользовались: «Фрол Скобеев» («Комедия о российском дворянине Фроле Скобееве и стольничьей, Нардин Нащекина, дочери Аннушке», 1869) и «Каширская старина» (1872). Эти пьесы сохранялись в репертуаре и в советское время. Кроме многочисленных драм Аверкиев писал повести, рассказы, стихи, публицистические и критические статьи о литературе и театре.
Аверкиевым была написана теоретическая работа «О драме» (СПб., 1893; изд. 2-е, СПб., 1907), за которую в 1893 году он получил половинную Пушкинскую премию.
На формирование эстетических взглядов Аверкиева большое влияние имел Аполлон Григорьев, бывший его близким другом. Как отмечала Ю. С. Гетман в диссертационном исследовании «Специфика исторической драматургии Д. В. Аверкиева» (Харьков, 2013), исторические драмы являются центром его писательской деятельности. Однако при жизни его пьесы не получили широкого признания. Это было связано с эстетическими взглядами драматурга. Он изображал историю не в масштабных событиях, а в неофициальной, частной жизни государственных деятелей. Произведения драматурга, находившиеся в тесной связи с его публицистикой, вызывали нападки со стороны критиков радикально-демократического лагеря. Они подвергали сомнению достоверность изображаемых событий и характеров действующих лиц в его пьесах, не приняли идей драматурга, его трактовки личности Дмитрия Донского и его роли в истории России.
После 1917 года историческая драматургия Д. В. Аверкиева не попадала в поле зрения исследований. Это было связано с социально-политическими взглядами драматурга. Он был «почвенником», приверженцем монархии и считал, что только самодержавие способно защитить общество от революционных разрушений и беспорядков. В то же время Аверкиеву были близки взгляды «славянофилов» 1840-х годов. Драматург находил общественный идеал в допетровской Руси, не знавшей разрушительных революций, представлявшей собой союз народа и царя.
В 1960—1980-е годы в советском литературоведении были предприняты попытки анализа исторических пьес Д. В. Аверкиева в контексте исследования драматургии второй половины XIX столетия. Современные исследования исторических пьес Д. В. Аверкиева в большей степени сосредоточены на осмыслении конкретных произведений и носят обзорный характер.
Скончался 7 (20) января 1905 года. Похоронен Д. В. Аверкиев на Никольском кладбище Александро-Невской лавры.